# Madness (singel Muse)
Madness – ballada pop-rockowaangielskiego zespołu Muse, wydana jako drugi singel z szóstego albumu The 2nd Law. Premiera miała miejsce w BBC 1, opublikowany został 20 sierpnia 2012 roku.